# Törökszentmiklósi kistérség
A Törökszentmiklósi kistérség kistérség Jász-Nagykun-Szolnok megyében, központja: Törökszentmiklós.

## Települései
| Fegyvernek   | Kengyel    | Kuncsorba        | Örményes | Tiszabő   |
| Tiszapüspöki | Tiszatenyő | Törökszentmiklós | Surjány  | Szakállas |

## Története
Szajol 2007-ben a Szolnoki kistérségbe került.

## Nevezetességei
Fegyvernek : 
- Pusztatorony (gótikus templommaradvány, 1480 körül épült)
- Római katolikus templom romantikus stíluban. Tervezte Gerster Károly Frey Lajossal, Kauser Lipóttal, (1862-63)[1]
- Református templom (1928)
- Szapárfalvi új katolikus templom (1992)
- Nepomuki Szent János szobra (barokk, 1775)

Kengyel :
Kuncsorba :
Örményes : 
- Glaser kastély
- Bíró kastély
- Kepich kastély
- Örményesi Sport Club ÖSC

Tiszabő :
Tiszapüspöki : 
- 1765-1769. közt épült, barokk stílusú katolikus templom. A templomban lévő padok a 19. században készültek, klasszicista stílusban.
- Plébániaház, Esterházy Károly egri püspök építette. (műemlék jellegű)
- A templom előtti téren, az első- és második világháborús emlékművek.
- 1848-1849-es szabadságharc hősi halottainak tiszteletére állított emlékművek.

Tiszatenyő :
- Faluház, Szent István szobra, kopjafa

Törökszentmiklós :
- Római katolikus templom
- Református templom (műemlék jellegű épület, épült 1787-89 között)
- Almásy-kastély
- Angol telivér ménes
- Strandfürdő
- Helytörténeti Gyűjtemény

## Külső hivatkozások
- A Törökszentmikósi kistérség honlapja
- Törökszentmiklós.lap.hu
- A megye hírportálja (SZOLJON)